# Societat d'Antiguitats de Cambridge
La Societat d'Antiguitats de Cambridge (en anglès: Cambridge Antiquarian Society) és una societat que es dedica a l'estudi i a la preservació de l'arqueologia, la història i l'arquitectura. Se situa a Cambridgeshire, Anglaterra.
Aquesta societat fou fundada el 1840 amb el propòsit de "fomentar l'estudi de la història i de les antiguitats de la universitat, del comtat i de la ciutat de Cambridge". Aquesta creació ocorregué alguns mesos després que es creés una altra societat semblant que havia d'adquirir més protagonisme: la Camden Society. Les seves col·leccions es poden visitar a la Biblioteca de Haddon al carrer Downing de Cambridge, al Museu d'Arqueologia i d'Antropologia de la Universitat de Cambridge, i al Cambridgeshire County Record Office. Les seves col·leccions inclouen publicacions arqueològiques, llibres, i periòdics, més de 8.000 fotografies, prop de 3.000 diapositives, més de 350 aquarel·les, i de calcs de gravats i inscripcions. Entre els seus membres més destacats va comptar l'egiptòleg i jurista Charles Goodwin, el dermatòleg Frederick Parkes Weber i l'acadèmic John Willis Clark que fou secretari d'aquesta institució. La societat organitza dues conferències cada any i presenta algunes exposicions.